# Bad König
Bad König là một thị trấn và khu nghỉ mát ở trung tâm Odenwald thuộc Odenwaldkreis ở bang Hessen, Đức, 29 km về phía đông nam của Darmstadt.

## Địa lý

### Các xã lân cận
Bad König giáp ở phía bắc với Höchst và Lützelbach, ở phía đông và phía nam với thị trấn Michelstadt và ở phía tây với Brombachtal và Brensbach.

### Các làng ở ngoại ô
Bên cạnh trung tâm thị trấn chính, thị trấn có các làng Zell, Momart, Etzen-Gesäß, Fürstengrund, Kimbach, Nieder-Kinzig và Ober-Kinzig với Gumpersberg.